# Taekwondo ai Giochi olimpici
Il taekwondo viene rappresentato ufficialmente ai Giochi olimpici estivi a partire dalla XXVII edizione tenuta a Sydney nel 2000.
Precedentemente la disciplina fu presentata come sport dimostrativo, senza assegnazione di medaglia sia ai Giochi olimpici di Seul nel 1988 che nell'edizione successiva di Barcellona, includendo 8 misure di peso per genere (poi ridotte a 4).

Dall'edizione XXIX, così come già avveniva nel judo, vengono assegnate 4 medaglie, allargando il podio ed assegnando una seconda medaglia di bronzo ex aequo.

## Medagliere

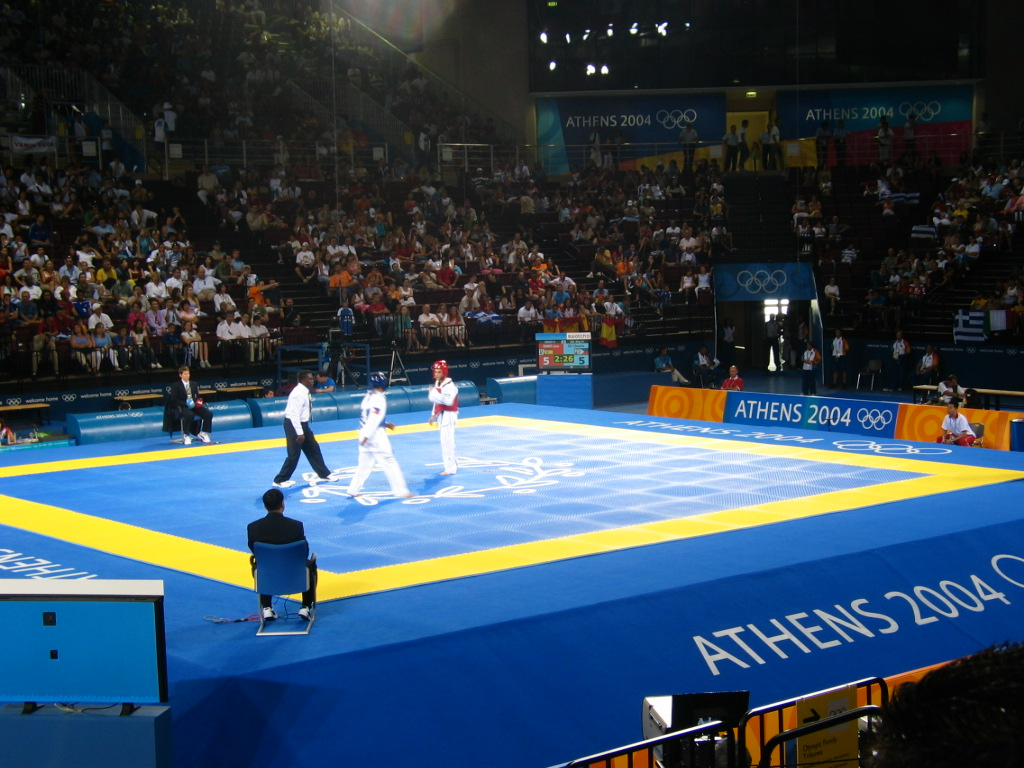
Il taekwondo WTF alle Olimpiadi

Aggiornato a Parigi 2024.
| Pos | Nazione            | Oro | Argento | Bronzo | Totale |
| --- | ------------------ | --- | ------- | ------ | ------ |
| 1   | Corea del Sud      | 14  | 3       | 8      | 25     |
| 2   | Cina               | 7   | 2       | 4      | 13     |
| 3   | Iran               | 3   | 3       | 4      | 10     |
| 4   | Stati Uniti        | 3   | 2       | 6      | 11     |
| 5   | Gran Bretagna      | 2   | 4       | 4      | 10     |
| 6   | Messico            | 2   | 2       | 3      | 7      |
| 6   | Thailandia         | 2   | 2       | 3      | 7      |
| 8   | Serbia             | 2   | 2       | 1      | 5      |
| 9   | Taipei cinese      | 2   | 1       | 6      | 9      |
| 10  | Italia             | 2   | 1       | 2      | 5      |
| 11  | ROC                | 2   | 1       | 1      | 4      |
| 12  | Uzbekistan         | 1   | 0       | 0      | 1      |
| 13  | Spagna             | 1   | 5       | 1      | 7      |
| 14  | Francia            | 1   | 3       | 6      | 10     |
| 14  | Turchia            | 1   | 3       | 6      | 10     |
| 16  | Grecia             | 1   | 3       | 0      | 4      |
| 17  | Cuba               | 1   | 2       | 4      | 7      |
| 18  | Giordania          | 1   | 2       | 0      | 3      |
| 19  | Azerbaigian        | 1   | 1       | 2      | 4      |
| 19  | Tunisia            | 1   | 1       | 2      | 4      |
| 21  | Australia          | 1   | 1       | 0      | 2      |
| 22  | Croazia            | 1   | 0       | 5      | 6      |
| 23  | Costa d'Avorio     | 1   | 0       | 3      | 4      |
| 24  | Argentina          | 1   | 0       | 0      | 1      |
| 24  | Ungheria           | 1   | 0       | 0      | 1      |
| 26  | Russia             | 0   | 2       | 2      | 4      |
| 27  | Norvegia           | 0   | 2       | 0      | 2      |
| 28  | Canada             | 0   | 1       | 2      | 3      |
| 29  | Germania           | 0   | 1       | 1      | 2      |
| 29  | Rep. Dominicana    | 0   | 1       | 1      | 2      |
| 31  | Gabon              | 0   | 1       | 0      | 1      |
| 31  | Macedonia del Nord | 0   | 1       | 0      | 1      |
| 31  | Niger              | 0   | 1       | 0      | 1      |
| 31  | Vietnam            | 0   | 1       | 0      | 1      |
| 35  | Egitto             | 0   | 0       | 4      | 4      |
| 36  | Brasile            | 0   | 0       | 3      | 3      |
| 37  | Afghanistan        | 0   | 0       | 2      | 2      |
| 37  | Venezuela          | 0   | 0       | 2      | 2      |
| 39  | Belgio             | 0   | 0       | 1      | 1      |
| 39  | Bulgaria           | 0   | 0       | 1      | 1      |
| 39  | Colombia           | 0   | 0       | 1      | 1      |
| 39  | Danimarca          | 0   | 0       | 1      | 1      |
| 39  | Giappone           | 0   | 0       | 1      | 1      |
| 39  | Israele            | 0   | 0       | 1      | 1      |
| 39  | Kazakistan         | 0   | 0       | 1      | 1      |
| 39  | Nigeria            | 0   | 0       | 1      | 1      |

## Albo d'oro

### Maschile

#### Pesi Mosca
- -58 kg

| Edizione                                   | Oro                                        | Argento                                        | Bronzo                                         |
| ------------------------------------------ | ------------------------------------------ | ---------------------------------------------- | ---------------------------------------------- |
| Sydney 2000                                | Michail Mouroutsos                         | Gabriel Esparza                                | Huang Chih-hsiung                              |
| Atene 2004                                 | Chu Mu-yen                                 | Óscar Salazar                                  | Tamer Bayoumi                                  |
| Pechino 2008                               | Guillermo Pérez                            | Gabriel Mercedes                               | Rohullah Nikpai                                |
| Pechino 2008                               | Guillermo Pérez                            | Gabriel Mercedes                               | Chu Mu-yen                                     |
| Londra 2012                                | Joel González                              | Lee Dae-hoon                                   | Aleksej Denisenko                              |
| Londra 2012                                | Joel González                              | Lee Dae-hoon                                   | Óscar Muñoz Oviedo                             |
| Rio de Janeiro 2016                        | Zhao Shuai                                 | Tawin Hanprab                                  | Luisito Pié                                    |
| Rio de Janeiro 2016                        | Zhao Shuai                                 | Tawin Hanprab                                  | Kim Tae-hun                                    |
| Tokyo 2020                                 | Vito Dell'Aquila                           | Mohamed Khalil Jendoubi                        | Jang Jun                                       |
| Tokyo 2020                                 | Vito Dell'Aquila                           | Mohamed Khalil Jendoubi                        | Mikhail Artamonov                              |
| Parigi 2024                                | Park Tae-joon                              | Gashim Magomedov                               | Cyrian Ravet                                   |
| Parigi 2024                                | Park Tae-joon                              | Gashim Magomedov                               | Mohamed Khalil Jendoubi                        |
| Atleta meglio premiato: Chu Mu-yen (1/0/1) | Atleta meglio premiato: Chu Mu-yen (1/0/1) | Nazione meglio premiata: Corea del Sud (1/1/2) | Nazione meglio premiata: Corea del Sud (1/1/2) |

#### Pesi Leggeri
- -68 kg: 2000–2020
- -69 kg: 2024–

| Edizione                                         | Oro                                              | Argento                                     | Bronzo                                      |
| ------------------------------------------------ | ------------------------------------------------ | ------------------------------------------- | ------------------------------------------- |
| Sydney 2000                                      | Steven López                                     | Sin Joon-sik                                | Hadi Saei                                   |
| Atene 2004                                       | Hadi Saei                                        | Huang Chih-hsiung                           | Song Myeong-seob                            |
| Pechino 2008                                     | Son Tae-jin                                      | Mark López                                  | Sung Yu-chi                                 |
| Pechino 2008                                     | Son Tae-jin                                      | Mark López                                  | Servet Tazegül                              |
| Londra 2012                                      | Servet Tazegül                                   | Mohammad Bagheri Motamed                    | Rohullah Nikpai                             |
| Londra 2012                                      | Servet Tazegül                                   | Mohammad Bagheri Motamed                    | Terrence Jennings                           |
| Rio de Janeiro 2016                              | Ahmad Abughaush                                  | Aleksej Denisenko                           | Joel González                               |
| Rio de Janeiro 2016                              | Ahmad Abughaush                                  | Aleksej Denisenko                           | Lee Dae-hoon                                |
| Tokyo 2020                                       | Ulugbek Rashitov                                 | Bradly Sinden                               | Hakan Reçber                                |
| Tokyo 2020                                       | Ulugbek Rashitov                                 | Bradly Sinden                               | Zhao Shuai                                  |
| Parigi 2024                                      | Ulugbek Rashitov                                 | Zaid Kareem                                 | Liang Yushuai                               |
| Parigi 2024                                      | Ulugbek Rashitov                                 | Zaid Kareem                                 | Edival Pontes                               |
| Atleta meglio premiato: Ulugbek Rashitov (2/0/0) | Atleta meglio premiato: Ulugbek Rashitov (2/0/0) | Nazione meglio premiata: Uzbekistan (2/0/0) | Nazione meglio premiata: Uzbekistan (2/0/0) |

#### Pesi Medi
- -80 kg

| Edizione                                     | Oro                                          | Argento                               | Bronzo                                |
| -------------------------------------------- | -------------------------------------------- | ------------------------------------- | ------------------------------------- |
| Sydney 2000                                  | Ángel Matos                                  | Faissal Ebnoutalib                    | Víctor Estrada                        |
| Atene 2004                                   | Steven López                                 | Bahri Tanrıkulu                       | Yousef Karami                         |
| Pechino 2008                                 | Hadi Saei                                    | Mauro Sarmiento                       | Steven López                          |
| Pechino 2008                                 | Hadi Saei                                    | Mauro Sarmiento                       | Zhu Guo                               |
| Londra 2012                                  | Sebastián Crismanich                         | Nicolás García                        | Mauro Sarmiento                       |
| Londra 2012                                  | Sebastián Crismanich                         | Nicolás García                        | Lutalo Muhammad                       |
| Rio de Janeiro 2016                          | Cheick Sallah Cissé                          | Lutalo Muhammad                       | Oussama Oueslati                      |
| Rio de Janeiro 2016                          | Cheick Sallah Cissé                          | Lutalo Muhammad                       | Milad Beigi                           |
| Tokyo 2020                                   | Maksim Chramcov                              | Saleh Al-Sharabaty                    | Toni Kanaet                           |
| Tokyo 2020                                   | Maksim Chramcov                              | Saleh Al-Sharabaty                    | Seif Eissa                            |
| Parigi 2024                                  | Firas Katoussi                               | Mehran Barkhordariy                   | Simone Alessio                        |
| Parigi 2024                                  | Firas Katoussi                               | Mehran Barkhordariy                   | Edi Hrnic                             |
| Atleta meglio premiato: Steven López (1/0/1) | Atleta meglio premiato: Steven López (1/0/1) | Nazione meglio premiata: Iran (1/1/1) | Nazione meglio premiata: Iran (1/1/1) |

#### Pesi Massimi
- +80 kg

| Edizione                                     | Oro                                          | Argento                                        | Bronzo                                         |
| -------------------------------------------- | -------------------------------------------- | ---------------------------------------------- | ---------------------------------------------- |
| Sydney 2000                                  | Kim Kyong-hun                                | Daniel Trenton                                 | Pascal Gentil                                  |
| Atene 2004                                   | Moon Dae-sung                                | Alexandros Nikolaidis                          | Pascal Gentil                                  |
| Pechino 2008                                 | Cha Dong-min                                 | Alexandros Nikolaidis                          | Arman Chilmanov                                |
| Pechino 2008                                 | Cha Dong-min                                 | Alexandros Nikolaidis                          | Chika Chukwumerije                             |
| Londra 2012                                  | Carlo Molfetta                               | Anthony Obame                                  | Robelis Despaigne                              |
| Londra 2012                                  | Carlo Molfetta                               | Anthony Obame                                  | Liu Xiaobo                                     |
| Rio de Janeiro 2016                          | Radik Isaev                                  | Abdoulrazak Issoufou                           | Maicon de Andrade                              |
| Rio de Janeiro 2016                          | Radik Isaev                                  | Abdoulrazak Issoufou                           | Cha Dong-min                                   |
| Tokyo 2020                                   | Vladislav Larin                              | Dejan Georgievski                              | In Kyo-don                                     |
| Tokyo 2020                                   | Vladislav Larin                              | Dejan Georgievski                              | Rafael Alba                                    |
| Parigi 2024                                  | Arian Salimi                                 | Caden Cunningham                               | Rafael Alba                                    |
| Parigi 2024                                  | Arian Salimi                                 | Caden Cunningham                               | Cheick Sallah Cissé                            |
| Atleta meglio premiato: Cha Dong-min (1/0/1) | Atleta meglio premiato: Cha Dong-min (1/0/1) | Nazione meglio premiata: Corea del Sud (3/0/2) | Nazione meglio premiata: Corea del Sud (3/0/2) |

### Femminile

#### Pesi Mosca
- -49 kg

| Edizione                                               | Oro                                                    | Argento                                     | Bronzo                                      |
| ------------------------------------------------------ | ------------------------------------------------------ | ------------------------------------------- | ------------------------------------------- |
| Sydney 2000                                            | Lauren Burns                                           | Urbia Meléndez                              | Chi Shu-ju                                  |
| Atene 2004                                             | Chen Shih-hsin                                         | Yanelis Labrada                             | Yaowapa Boorapolchai                        |
| Pechino 2008                                           | Wu Jingyu                                              | Buttree Puedpong                            | Daynellis Montejo                           |
| Pechino 2008                                           | Wu Jingyu                                              | Buttree Puedpong                            | Dalia Contreras                             |
| Londra 2012                                            | Wu Jingyu                                              | Brigitte Yagüe                              | Chanatip Sonkham                            |
| Londra 2012                                            | Wu Jingyu                                              | Brigitte Yagüe                              | Lucija Zaninović                            |
| Rio de Janeiro 2016                                    | Kim So-hui                                             | Tijana Bogdanović                           | Patimat Abakarova                           |
| Rio de Janeiro 2016                                    | Kim So-hui                                             | Tijana Bogdanović                           | Panipak Wongpattanakit                      |
| Tokyo 2020                                             | Panipak Wongpattanakit                                 | Adriana Cerezo-Iglesias                     | Tijana Bogdanović                           |
| Tokyo 2020                                             | Panipak Wongpattanakit                                 | Adriana Cerezo-Iglesias                     | Avishag Semberg                             |
| Parigi 2024                                            | Panipak Wongpattanakit                                 | Guo Qing                                    | Mobina Nematzadeh                           |
| Parigi 2024                                            | Panipak Wongpattanakit                                 | Guo Qing                                    | Lena Stojković                              |
| Atleta meglio premiato: Panipak Wongpattanakit (2/0/1) | Atleta meglio premiato: Panipak Wongpattanakit (2/0/1) | Nazione meglio premiata: Thailandia (2/1/3) | Nazione meglio premiata: Thailandia (2/1/3) |

#### Pesi Leggeri
- -57 kg

| Edizione                                   | Oro                                        | Argento                                        | Bronzo                                         |
| ------------------------------------------ | ------------------------------------------ | ---------------------------------------------- | ---------------------------------------------- |
| Sydney 2000                                | Jung Jae-eun                               | Trần Hiếu Ngân                                 | Hamide Bıkçın Tosun                            |
| Atene 2004                                 | Jang Ji-won                                | Nia Abdallah                                   | Iridia Salazar                                 |
| Pechino 2008                               | Lim Su-jeong                               | Azize Tanrıkulu                                | Diana López                                    |
| Pechino 2008                               | Lim Su-jeong                               | Azize Tanrıkulu                                | Martina Zubčić                                 |
| Londra 2012                                | Jade Jones                                 | Hou Yuzhuo                                     | Marlène Harnois                                |
| Londra 2012                                | Jade Jones                                 | Hou Yuzhuo                                     | Tseng Li-cheng                                 |
| Rio de Janeiro 2016                        | Jade Jones                                 | Eva Calvo Gómez                                | Hedaya Malak                                   |
| Rio de Janeiro 2016                        | Jade Jones                                 | Eva Calvo Gómez                                | Kimia Alizadeh                                 |
| Tokyo 2020                                 | Anastasija Zolotic                         | Tat'jana Kudašova                              | Lo Chia-ling                                   |
| Tokyo 2020                                 | Anastasija Zolotic                         | Tat'jana Kudašova                              | Hatice Kübra İlgün                             |
| Parigi 2024                                | Kim Yu-jin                                 | Nahid Kiani                                    | Skylar Park                                    |
| Parigi 2024                                | Kim Yu-jin                                 | Nahid Kiani                                    | Kimia Alizadeh                                 |
| Atleta meglio premiato: Jade Jones (2/0/0) | Atleta meglio premiato: Jade Jones (2/0/0) | Nazione meglio premiata: Corea del Sud (4/0/0) | Nazione meglio premiata: Corea del Sud (4/0/0) |

#### Pesi Medi
- -67 kg

| Edizione                                         | Oro                                              | Argento                                        | Bronzo                                         |
| ------------------------------------------------ | ------------------------------------------------ | ---------------------------------------------- | ---------------------------------------------- |
| Sydney 2000                                      | Lee Sun-hee                                      | Trude Gundersen                                | Yoriko Okamoto                                 |
| Atene 2004                                       | Luo Wei                                          | Elisavet Mystakidou                            | Hwang Kyung-seon                               |
| Pechino 2008                                     | Hwang Kyung-seon                                 | Karine Sergerie                                | Gwladys Épangue                                |
| Pechino 2008                                     | Hwang Kyung-seon                                 | Karine Sergerie                                | Sandra Šarić                                   |
| Londra 2012                                      | Hwang Kyung-seon                                 | Nur Tatar                                      | Paige McPherson                                |
| Londra 2012                                      | Hwang Kyung-seon                                 | Nur Tatar                                      | Helena Fromm                                   |
| Rio de Janeiro 2016                              | Oh Hye-ri                                        | Haby Niaré                                     | Ruth Gbagbi                                    |
| Rio de Janeiro 2016                              | Oh Hye-ri                                        | Haby Niaré                                     | Nur Tatar                                      |
| Tokyo 2020                                       | Matea Jelić                                      | Lauren Williams                                | Ruth Gbagbi                                    |
| Tokyo 2020                                       | Matea Jelić                                      | Lauren Williams                                | Hedaya Wahba                                   |
| Parigi 2024                                      | Viviana Márton                                   | Aleksandra Perišić                             | Kristina Teachout                              |
| Parigi 2024                                      | Viviana Márton                                   | Aleksandra Perišić                             | Sarah Chaâri                                   |
| Atleta meglio premiato: Hwang Kyung-seon (2/0/1) | Atleta meglio premiato: Hwang Kyung-seon (2/0/1) | Nazione meglio premiata: Corea del Sud (4/0/1) | Nazione meglio premiata: Corea del Sud (4/0/1) |

#### Pesi Massimi
- +67 kg

| Edizione                                                   | Oro                                                        | Argento                               | Bronzo                                |
| ---------------------------------------------------------- | ---------------------------------------------------------- | ------------------------------------- | ------------------------------------- |
| Sydney 2000                                                | Chen Zhong                                                 | Natal'ja Ivanova                      | Dominique Bosshart                    |
| Atene 2004                                                 | Chen Zhong                                                 | Myriam Baverel                        | Adriana Carmona                       |
| Pechino 2008                                               | María del Rosario Espinoza                                 | Nina Solheim                          | Natália Falavigna                     |
| Pechino 2008                                               | María del Rosario Espinoza                                 | Nina Solheim                          | Sarah Stevenson                       |
| Londra 2012                                                | Milica Mandić                                              | Anne-Caroline Graffe                  | Anastasija Baryšnikova                |
| Londra 2012                                                | Milica Mandić                                              | Anne-Caroline Graffe                  | María del Rosario Espinoza            |
| Rio de Janeiro 2016                                        | Zheng Shuyin                                               | María del Rosario Espinoza            | Bianca Walkden                        |
| Rio de Janeiro 2016                                        | Zheng Shuyin                                               | María del Rosario Espinoza            | Jackie Galloway                       |
| Tokyo 2020                                                 | Milica Mandić                                              | Lee Da-bin                            | Bianca Walkden                        |
| Tokyo 2020                                                 | Milica Mandić                                              | Lee Da-bin                            | Althéa Laurin                         |
| Parigi 2024                                                | Althéa Laurin                                              | Svetlana Osipova                      | Lee Da-bin                            |
| Parigi 2024                                                | Althéa Laurin                                              | Svetlana Osipova                      | Nafia Kuş                             |
| Atleta meglio premiato: Chen Zhong e Milica Mandić (2/0/0) | Atleta meglio premiato: Chen Zhong e Milica Mandić (2/0/0) | Nazione meglio premiata: Cina (3/0/0) | Nazione meglio premiata: Cina (3/0/0) |